# X-Faktor (tizenharmadik évad)
Az X-Faktor című énekes tehetségkutató show-műsor tizenharmadik évada 2025.  szeptember 6-án veszi kezdetét az RTL-en.
A Sztárbox című műsor negyedik évadának szuperdöntőjében, 2024. november 3-án jelentette be Szujó Zoltán, hogy 2025-ben képernyőre kerül az X-Faktor következő évada, egyúttal elkezdődött a jelentkezők toborzása.
Az évad győztesének nyereménye 36 millió forint, viszont ebben az évadban sem csak a győztes nyerhet.

## Készítők

### A zsűri és a műsorvezető(k)
2025. március 18-án a Fókusz című műsorban jelentették be, hogy a mentorcsapatot ebben az évadban is Gáspár Laci, Majoros Péter „Majka”, Tóth Andi és Valkusz Milán alkotja, előbbinek ez a nyolcadik, a többieknek a második évada lesz ebben a pozícióban. A műsorvezetők változatlanul Miller Dávid és Pápai Joci, előbbi negyedik, utóbbi második alkalommal látja el ezt a pozíciót. Ezzel a 2018-as nyolcadik évad óta ez az első alkalom, ahol se a mentorok, se a műsorvezető(k) személye nem változott.

## Műsorok felvételről

### Válogatók
Ebbe az évadba is 14 éves kortól lehetett jelentkezni. A válogatók forgatása 2025. május 16-án kezdődött.